# Eurobike
Eurobike è una fiera internazionale sul mondo della bicicletta che nasce nel 1991 presso la città di Friedrichshafen, in Germania.
Nel 2022 la fiera cambia data, format e, soprattutto location, spostandosi a Francoforte, dove si svolge a cavallo tra giugno e luglio.